# Сущий, Сергей Яковлевич
 Сергей Яковлевич Сущий  (род. 30 марта 1961 года в городе Ростове-на-Дону) — поэт, прозаик, научный работник. Член Союза российских писателей с 2000 года.

## Жизнь и творчество
Сергей Яковлевич коренной ростовчанин. Учился в Ростовском государственном университете на геолого-географическом факультете (1978—1983). После окончания института работал в различных проектных и научно-исследовательских организациях Ростова, старшим научным сотрудником Северо-Кавказского НИИ экономических и социальных проблем. С 2007 года — сотрудник Южного научного центра РАН. В 1992 году защитил кандидатскую диссертацию по социологии, в 1997 году — докторскую диссертацию по философии. Основная сфера научных интересов — философия и социология культуры, историческая география культуры. Доктор философских, кандидат социологических наук. Автор 110 научных работ (в том числе 18 монографий).
Литературой занимается с середины 1980-х годов. Публиковался в журналах «Знамя», «Арион», «Дети Ра», «Дон», «Ковчег». Автор четырёх книг прозы и 12 поэтических сборников.
- Лауреат конкурса «Неизвестные поэты России» (2-я премия) 2000 года.
- Финалист конкурса «Илья премии» 2003 года.
- Лауреат премии журнала «Ковчег» 2007 года.

## Основные публикации
Поэзия (отдельные издания)
- Прогулки под солнцем. — Ростов-н/Д: Личный интерес, 1993
- Скатерть для оленя. — Ростов-н/Д: Серафим, 1995
- Високосный. — Ростов-н/Д: Топос, 1996
- Скриптум. — Ростов-н/Д, 1997
- Дыхание. — Ростов-н/Д, 1998
- Время-99. Ростов-н/Д, 1999
- Антология эпиграфов. Ростов-н/Д, 2000
- Голубь и хлебная крошка. — Таганрог: Изд-во Ю. Кучмы, 2002
- Город-март. — Ростов-н/Д, 2003
- Стебель. — Ростов-н/Д, 2005
- Ива-Волга. — Ростов-н/Д: Признание, 2006
- Изборник I. — Таганрог: Нюанс, 2007
- Изборник II. — Таганрог: Нюанс, 2008
- Академия любви. — Таганрог: Нюанс, 2009
- Провинциальные ремейки. — Таганрог: Нюанс, 2010
- Не-классное чтение. — Таганрог: Нюанс, 2011 (совместно с М. Сущей)

Поэзия (коллективные сборники)
- Перекресток. — Ростов-н/Д: Булат, 2006
- Не-классное чтение. — Таганрог: Нюанс, 2011 (совместно с М. Сущей)

Проза (отдельные издания)
- Дом под летним небом. — Ростов-н/Д: Литера-Д, 1993
- Доктор Бабиян (рассказы о настоящем профессионале). — Москва: Аd Marginem, 2003
- Городской календарь-2005. — Ростов-н/Д: Странник, 2005
- Городской календарь-2006. Ростов-н/Д: Странник, 2006
- Губернаторский кот. — Ростов-н/Д: Признание, 2006

Наука (основные монографии)
- Очерки географии русской культуры. — Ростов-н/Д: СКНЦ ВШ, 1994 (совместно с А. Г. Дружининым)
- Пространство культуры. — Ростов-н/Д: Логос, 1995
- Атлас русской культуры XI—XV вв. — Ростов-н/Д: СКНЦ ВШ, 1998
- Атлас русской культуры XVI—XVIII вв. — Ростов-н/Д: СКНЦ ВШ, 1999
- Атлас русской культуры XIX века. — Ростов-н/Д: СКНЦ ВШ, 2000
- Наука и образование Юга России. — Ростов-н/Д: ЮНЦ РАН, 2009
- Демография и расселение народов Северного Кавказа. — Ростов-н/Д: ЮНЦ РАН, 2009
- Террористическое подполье на востоке северного Кавказа (Чечня, Ингушетия, Дагестан). — Ростов-н/Д: ЮНЦ РАН, 2010